# 7号国道 (希腊)

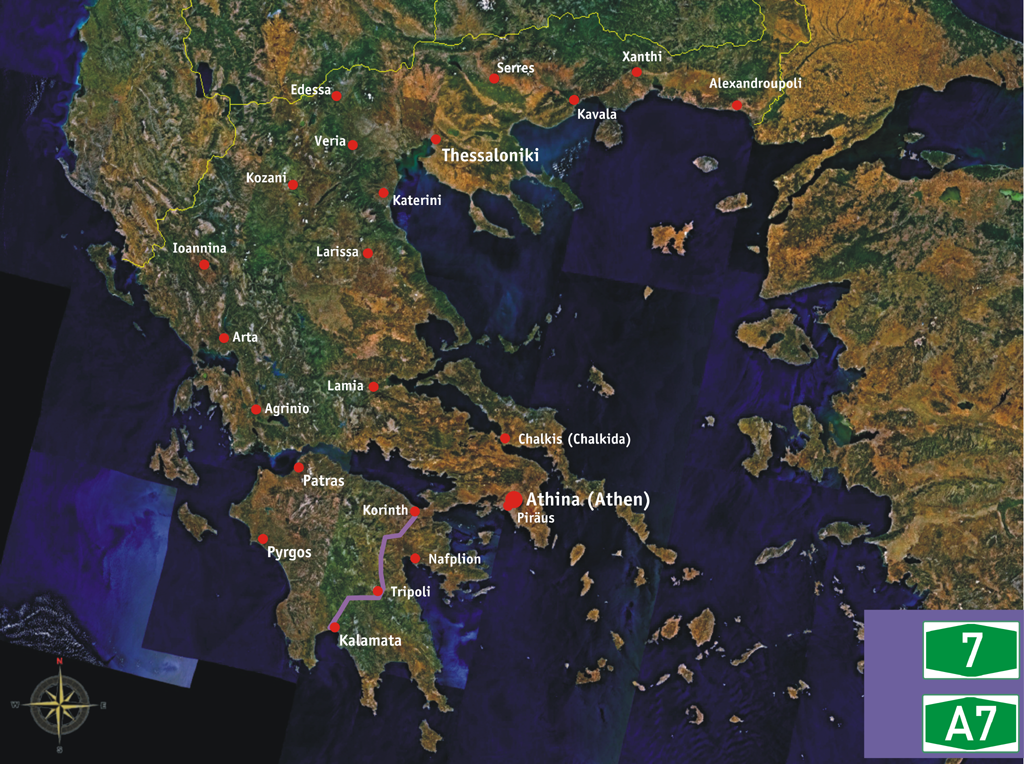
希腊7号国道

希腊7号国道，又称摩里亚A7高速公路，为希腊伯罗奔尼撒半岛的一条高速公路。该公路北起科林斯地峡西部的科林斯，南至卡拉马塔。总长度为127 mi (205 km)，其中科林斯至特里波利斯段为82.6 km (51 mi)，特里波利斯至卡拉马塔段为122.4 km (76 mi)。“摩里亚”为伯罗奔尼撒的古称。
该高速公路正在建设中，其中特里波利斯-迈加洛波利斯-卡拉马塔段于2007年动工，预计2012年完工。